# Nam Thái, An Biên
Nam Thái là một xã thuộc huyện An Biên, tỉnh Kiên Giang, Việt Nam.

## Địa lý
Xã Nam Thái có diện tích 52,42 km², dân số năm 2020 là 13.020 người, mật độ dân số đạt 239 người/km².

## Hành chính
Xã Nam Thái được chia thành 7 ấp: Bào Láng, Đồng Giữa, Năm Biển A, Năm Biển B, Năm Chùa, Sáu Biển, Sáu Đình.

## Lịch sử
Ngày 17 tháng 2 năm 1979, Hội đồng Chính phủ ban hành Quyết định 50-CP về việc chia xã Đông Thái thành 4 xã lấy tên là xã Đông Thái, xã Trung Thái, xã Bắc Thái và xã Nam Thái.
Ngày 24 tháng 5 năm 1988, Hội đồng Bộ trưởng ban hành Quyết định 92-HĐBT về việc hợp nhất xã Bắc Thái và xã Nam Thái thành một xã lấy tên là xã Nam Thái.
Ngày 18 tháng 3 năm 1997, Chính phủ ban hành Nghị định số 23-CP về việc thành lập xã Nam Thái A trên cơ sở 3.538 ha diện tích tự nhiên và 8.108 người của xã Nam Thái.
Xã Nam Thái sau khi điều chỉnh địa giới hành chính có 4.683 ha diện tích tự nhiên và 12.187 nhân khẩu.